# Rajon Rassony

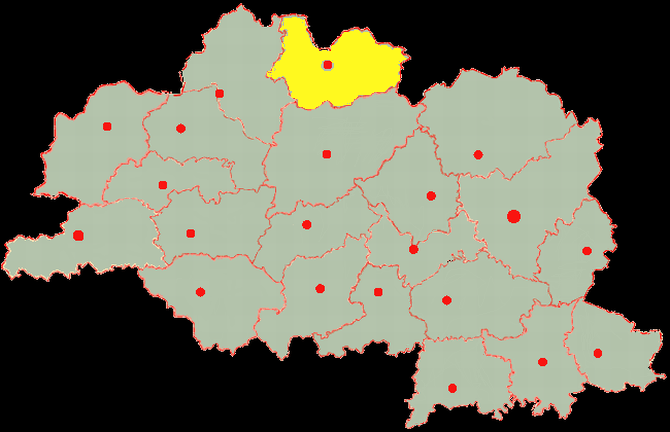
Rajon Rassony, Karte

Der Rajon Rassony (belarussisch Расонскі раён; russisch Россонский район) ist eine Verwaltungseinheit im Norden der Wizebskaja Woblasz in Belarus mit dem administrativen Zentrum in der Stadt Rassony. Der Rajon hat eine Fläche von 1900 km², umfasst 140 Ortschaften und ist in 6 Selsawets gegliedert.

## Geschichte
Der Rajon Rassony wurde in seinen heutigen Grenzen am 17. Juli 1924 gebildet.

## Geographie
In der Region liegen 186 Seen.